# Řeč (ruskojazyčné noviny)
Řeč (rusky Речь) byly jedny z hlavních ruskojazyčných novin vydávaných Němci na okupovaných územích SSSR za druhé světové války. Byly vydávány od srpna 1941 v Orlu s podtitulem Noviny pro obyvatele osvobozených území.

## O novinách
Zpočátku se noviny jmenovaly Orlovskije Izvestija (rusky Орловские известия, česky Orelské zprávy). Svůj název Řeč získala 14. prosince 1941. V únoru 1942 přešla tiskárna pod pravomoc propagandistického oddělení německé armády.
Šlo o velkonákladové okupační noviny v ruštině vydávané v Orlu v ceně 15 kopějek. Noviny dosahovaly pravidelně nákladu 100–120 tisíc výtisků. Noviny měly největší náklad na celém okupovaném území. Noviny byly distribuovány v nákladu 6000 výtisků i na území Lokoťské samosprávy. Redakce novin sídlila na adrese Sadová ulice číslo 26 ve třetím poschodí. Noviny vycházely třikrát týdně ve středu, pátek a neděli v počtu čtyřech stran.
Do konce jara 1942 Řeč přerostla úroveň městských nebo oblastních novin a stala se předním nástrojem německé tiskové propagandy. Řeč si nárokovala status jediných ruských novin distribuovaných na celém území okupovaném Němci.
Poslední číslo Řeči vyšlo 26. července 1943 dva dny před všeobecnou evakuací města Orel. Po osvobození Orla byla redakce novin na podzim 1943 evakuována do Bobrujsku, kde noviny pokračovaly jako tiskový orgán Svazu boje proti bolševismu a pak až do ledna 1945 v polské Poznani.

## Obsah zpráv a zaměření propagandy
Koncem roku 1942 si politické vedení Německa uvědomilo, že válka na východní frontě bude dlouhá a obtížná. To vyžadovalo opatření k udržení poslušnosti obyvatelstva na již okupovaných územích SSSR. V roce 1941 se Němci v naději na rychlou bleskovou válku omezili na propagandistickou linku v rámci obecných hesel o boji proti židobolševismu a osvobození. Záměrně nebylo zmiňována budoucnost konkrétních území a jejich politického uspořádání. S ohledem na změnu cílů válečného úsilí Německa bylo nutné začít věnovat pozornost kvalitě a zaměření ruskojazyčného tisku. Jedním z těchto nástrojů byly i noviny Řeč.
Ruskojazyčné noviny Reč vydávané a kontrolované německými úřady, stejně jako další okupační noviny, psaly zprávy z Německa a propagovaly nový německý řád jako spravedlivé uspořádání. Typické jsou články jako Moskevští kati s protisovětským obsahem o historii Čeky, kde se o důvodu jejího vzniku píše:
| „                                                                             | B силу того, что и в среде самих самых отъявленных преступников проявляется стремление к известной организованности, у собравшейся своры растлителей, убийц и осквернителей даже появилась потребность в организации, узаконяющей их преступную деятельность. | Protože i mezi samotnými nejzavilejšími zločinci se projevuje snaha po určité organizovanosti, sešikovaná banda zvrhlíků, vrahů a znesvětitelů dokonce pocítila potřebu vytvořit organizaci, která by jejich zločinnou činnost legalizovala. | “ |
| — Článek Moskevští kati (z historie Čeky-GPU), publikovaný 22. listopadu 1942 | | |   |

Titulek Školní prázdniny uvozuje článek pojednávající o šťastném dětství na okupovaných územích SSSR. Dále byly zveřejňovány filmové recenze na snímky Viděli jsme Německo, na melodramatický film Heimkehr (česky Návrat (domů)), nebo na film Der Eweige Jude. Oblíbeným tématem byl zejména nový život na osvobozených územích na rozdíl od toho, co lid zažil v letech vlády židovských bolševiků. Upozorňováno bylo také na zločiny bolševického režimu. V článku z 9. října 1942 manželka starosty jménem žen z města Orel poděkovala německým vojákům za osvobození ruských žen z hrůz NKVD, kde bylo uvedeno, že bolševici vždy flirtovali se zločinci a považovali je za společensky blízký prvek.
Noviny Řeč také zaujímaly zvláštní místo v náboženském životě a v křesťanství spatřovaly, jak uvedl Michail Oktan ve svém článku Kristus vstal z mrtvých (rusky Христос воскрес), hlavní nástroj k očistě ruské národní duše od "bolševické špíny". Noviny také otiskly článek První kláštery v osvobozených oblastech o otevření mužského a ženského kláštera ve Vyrici (rusky Вырица) nedaleko Leningradu.
Noviny Řeč vydávaly denní přílohu Nejnovější zprávy se zprávami německého velení. Od listopadu 1942 začal být jako příloha novin vydávána satirická příloha Žihadlo (rusky Жало). V roce 1943 přibyl časopis Školák (rusky Школьник). Noviny pravidelně uvěřejňovaly Oktanovy projevy k učitelům a pedagogům. Častou součástí noviny byly rozhovory s přeběhlíky z Rudé armády.
Byly také zveřejňovány články o stalinských represích, v nichž byla NKVD a Stalin obviňováni ze zločinů. Byly zveřejňovány sovětskou cenzurou stažené články jako například od Borise Pilňaka Příběh neuhaslého měsíce (rusky Повесть непогашенной луны) o smrti Frunzeho v důsledku chirurgického zákroku, který mu byl vnucen.

Dalšími tématy, o kterých noviny psaly, byla práce poctivých ruských dělníků, kteří obnovují průmyslové závody zničení ustupující bolševickou Rudou armádou. Noviny opakovaně vyzdvihovaly a chválily úsilí ruských orelských zaměstnanců německé továrny na motocykly pro wehrmacht. Byly také propagovány malé řemeslné výrobny s produkcí zaměřenou na potřeby ruského obyvatelstva a jejich údajný rozkvět byl srovnáván s předválečnou bídou komunistického režimu. Šéfredaktor Michail Oktan ve svém úvodníku o novém životě pod německou nadvládou Cesta k prosperitě napsal:
| „                                                 | Нет сомнения, что художники и скульпторы покажут себя достойными сынами освобожденного народа и запечатлеют в своих произведениях бесконечную ненависть народа к большевизму, благодарность Германии и её армии и непоколебимую веру народа в своё будущее. | Není pochyb, že umělci a sochaři prokáží, že jsou hodnými syny osvobozeného národa, a ve svých dílech zachytí nekonečnou nenávist lidu k bolševismu, vděčnost Německu a jeho armádě a neotřesitelnou víru lidu ve svou budoucnost. | “ |
| — Michail Oktan citát z úvodníku Cesta k rozkvětu | | |   |

Učitelům na okupovaných územích bylo doporučováno, aby k přípravě na hodiny používali noviny Reč. Kulturní revue obsahovaly materiály o těžkém údělu umělců za stalinského režimu a jejich radost z tvorby za německé správy. Stránky novin také přinášely pochvalné recenze antisemitských filmů. Židé byli v novinách obviňováni z mnoha ruských problémů. Noviny také přetiskovaly články z jiných novin jako například Za vlast. 
Noviny také uveřejňovaly úřední oznámení civilní nebo německé vojenské správy jako například rozkaz vojenského velitele z 1. listopadu 1942 o povinnosti odevzdat všechny rusko-sovětské vojenské uniformy, které má obyvatelstvo v držení, nařízení starosty města Orel z 5. ledna 1942 o pracovní povinnosti, povinnou registraci žen na burze práce ke dni 30. dubna 1943, nebo oznámení, že rodinám dělníků, kteří odešli pracovat do Německa, bude třikrát měsíčně vyplácen důchod a kupóny na mléko. V úvodníku z dubna 1943 se vyzdvihovala skvělá práce místní policie a zejména náčelníka pátracího oddělení Bukina, jemuž byla udělena Medaile východních národů v bronzu.

## Redakce
Německá tisková služba, která dohlížela na vydávání novin, obvykle pověřovala kontrolní prací v redakci své vlastní zaměstnance, ale také některé loajální zástupce emigrace. Na druhé straně měly zájem na tom, aby většinu redakce tvořili sovětští občané, zejména ti se zkušenostmi s novinářskou prací a znajících místní nebo sovětské reálie. Obsah novin byl kontrolován, aby se neodchýlil od oficiální linie německé propagandy, ale hlavní postavy noviny byly považovány za natolik spolehlivé, že pro noviny byla zrušena předběžná cenzura typická pro většinu podobných publikací.
Šéfredaktor a editor:
- Michail Alexandrovič Iljinič (pseudonym Michail Oktan) působil od března 1942 (číslo 31) jako šéfredaktor.[4]
- Vladimír Dimitrijevič Sokolov (pseudonym Samarin) pracoval od roku 1942 jako zástupce šéfredaktora. Jeho hlavními tématy bylo propojení komunismu a Židů, ale je také autorem reportáží o cestě po Německu. Po válce žil v USA, kde učil na Yaleově univerzitě. Po odhalení jeho minulosti byl v roce 1986 zbaven amerického občanství. V roce 1992 zemřel v Kanadě, kde neúspěšně žádal o azyl.[1]